# Південний Судан на Олімпійських іграх
Південний Судан приєднався до міжнародного олімпійського руху тільки в 2015 році, тому першими Олімпійськими іграми, в яких спортсмени Південного Судану брали участь, стали літні Олімпійські ігри у 2016 році в Ріо-де-Жанейро.
Національний олімпійський комітет Південного Судану був створений в 2015 році і в тому ж році на 128 сесії МОК прийнятий в МОК.